# 奥斯曼一世
奥斯曼一世（尊稱奥斯曼加齊；?—1323/1324年）為鄂圖曼帝國之開國君主。儘管初生的鄂圖曼國在其統治期間僅為安那托利亞半島上一小侯國，但在他去世後的幾個世紀逐步演變成一個橫跨歐亞非三洲的強大帝國，國祚直至第一次世界大戰結束後的1923年才宣告終結。
鄂圖曼帝國直到十五世紀，也就是在其逝世百多年後才有文字正式記載奥斯曼一世的生平，因此其統治期間並無留下任何文字記錄，並導致其生平事蹟極為缺乏第一手史料。因此，歷史學者要從講述他豐功偉業的許多故事中區分史實與神話極具挑戰性。甚至有史學家將奥斯曼一世的生平描述為鄂圖曼帝國歷史中的「黑洞」時期，直言後人要釐清這段帝國早年歷史是不可能的。
根據鄂圖曼帝國日後的傳統觀點主張，奥斯曼一世的先祖是來自中亞地區卡耶部落的烏古斯突厥人，由於蒙古帝国發動的征服戰役而被迫西遷至安納托利亞一帶，以躲避蒙古人的戰火。1299年，部落首領奥斯曼宣布在比提尼亞地區建立起自己獨立的小國家，雖然在當時僅是十三世紀下半葉出現的眾多安納托利亞侯國之一。不過由於位處歐亞交界的邊緣地帶，因此特別易於對衰落中的拜占庭帝国發動攻擊，蠶食拜占庭已搖搖欲墜的領土，奥斯曼的後代終將追隨他的腳步，完成征服整個拜占庭帝國的事業。

## 奥斯曼的名字
部分學者認為奥斯曼早年的名字帶有明顯的突厥風格，名為阿圖曼或者是阿杜曼，後來才改為相近的阿拉伯式名字，根據和奥斯曼生活在同個時代的希臘裔歷史學家喬治·帕奇梅雷斯的記載，奥斯曼的名字被拼寫為阿圖曼（Ατουμάνor）與阿杜曼（Ατμάν），而希臘語在書寫「奥斯曼」人名時通常寫作Οσμάν，此外早期的鄂圖曼家族，如奥斯曼的父親與叔叔皆未採用阿拉伯人名，顯示奥斯曼極有可能在他人生的中後期，將原本的名字改為更具威望的穆斯林人名。

## 奥斯曼帝国的起源

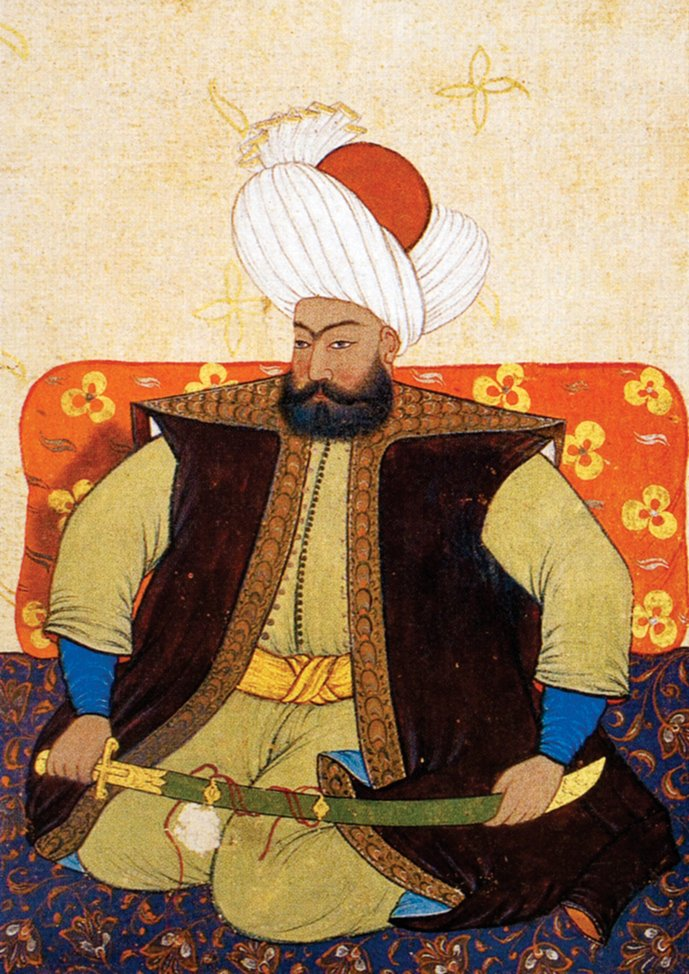
奥斯曼一世畫像

奥斯曼確切的出生日期尚有爭議，由於可靠史料的稀缺加上鄂圖曼人在後來的幾個世紀中不斷為他的事蹟大力吹捧，使奥斯曼的生平被掩蓋於神話的迷霧之中，對他的真實身分和早年生活事實上卻知之甚少。依據十六世紀奥斯曼帝国歷史學家凱末爾·帕夏扎德所寫的日期，奥斯曼最有可能出生於十三世紀中葉的1254年到1255年之間。而鄂圖曼人的崛起過程，根據鄂圖曼帝國的官方說法，為了逃離蒙古大軍西征的鐵蹄，奥斯曼的父親埃尔图鲁尔加齐帶領突厥人卡耶部落從突厥斯坦往西遷移進入安納托利亞。隨後埃爾圖魯爾向當地統治者魯姆蘇丹國（塞尔柱帝国的分支政權）的蘇丹宣誓效忠，並獲得魯姆蘇丹授予他鄰近拜占庭帝國邊界的瑟於特小鎮作為封地，且有權在夏季前往瑟於特西南方的高地放牧牲畜。然而，埃爾圖魯爾和塞爾柱王朝間的關係很大程度上是由一個世紀後的鄂圖曼宮廷御用史學家所編篡的歷史，因此事實上鄂圖曼人的真正起源與出身背景依舊充滿著謎團。
當奥斯曼的父親埃爾圖魯爾大約於 1280年去世之後，奥斯曼繼承了貝伊（相當於首領或酋長之意）的頭銜與地位。現今對奥斯曼的早年生涯一無所知，只約略知曉他控制了瑟於特周圍的土地，並以瑟於特為基地展開針對拜占庭帝國的軍事行動。奥斯曼生平第一個有確切紀錄的事件是發生於1301年或1302年的巴菲烏斯之戰，當時奥斯曼率領部隊在戰鬥中擊敗了一支拜占庭的軍隊。
奥斯曼似乎為了避免與更強大的突厥鄰居發生衝突，而決定實行以攻擊拜占庭人所控制的領土為擴張策略，奥斯曼首先將領地從原本掌握的埃斯基谢希尔一帶，貧瘠的北佛里幾亞地區擴張到更肥沃的比提尼亞平原；根據學者史丹佛·肖爾的研究，奥斯曼特別針對當地拜占庭貴族所擁有的土地展開征服行動，「其中一些貴族在戰鬥中被擊敗，其他領主則經由以金錢購買城鎮以及政治聯姻等方式和平地被吸收到鄂圖曼人的國土中。」
關於奥斯曼一世年輕時的英勇事蹟與冒險故事是奥斯曼帝国作家歷來最喜愛的創作主題，特別是他在公平競爭下追求玛尔可敦芳心的愛情故事。這則有關奥斯曼的傳奇軼聞在後來的奥斯曼帝国作家筆下，成為如夢似幻般的浪漫史詩。

## 奥斯曼之夢

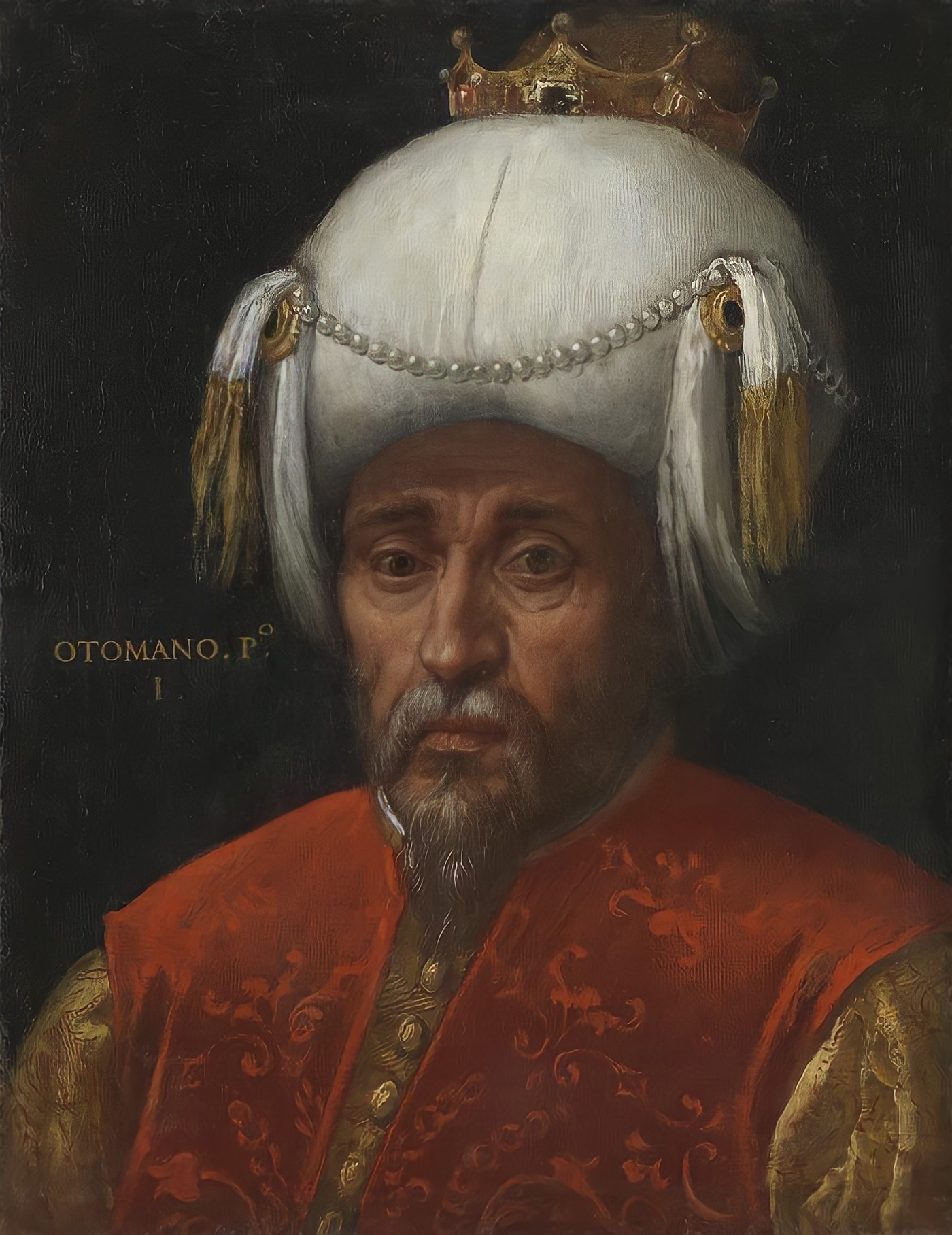
保罗·委罗内塞繪於16世紀的奥斯曼一世畫像

奥斯曼與一位名叫謝赫·艾德巴利的當地宗教領袖間有著密切的關係，日後的鄂圖曼歷史學者與作家們間廣泛流傳著一則有關兩者的神話故事，故事描述年輕的奥斯曼某次投宿於謝赫·艾德巴利家中時所作的一場夢境。這篇史詩故事出現在十五世紀晚期由阿沙克·帕夏札德編纂的史書中，內容如下：
他（指奥斯曼）看到一輪明月從聖者（指謝赫·艾德巴利）的胸前升起，緩緩沉入自己的胸膛之中。隨即一棵大樹從奥斯曼的肚臍中長出，大樹的樹蔭覆蓋了整個世界。陰影之下有著高聳的山嶺，條條溪水自各山山腳下湧出。有人自淙淙溪水中取水而飲，有人逕取泉水澆灌花草，亦有巧匠引水噴泉。奥斯曼醒來後將夢中所見告訴聖者，聖者回答：「吾子奥斯曼，恭喜你！神已將帝國的寶座賜予給你以及你的後代子孫，我的女兒瑪爾也將成為你的妻子。」
這場夢境成為鄂圖曼帝國的一則重要奠基神話，奥斯曼之夢不但賦予鄂圖曼王室握有神所允諾統治全世界的權力，同時也美化了早年帝國創立者奥斯曼的功績與成就。除此之外，奥斯曼之夢也可視為神聖的契約：就像真主承諾賜給奥斯曼及其後代王權與榮耀一樣，也暗喻著鄂圖曼王室亦有責任為其臣民提供繁榮昌盛的義務。

## 征服與統治

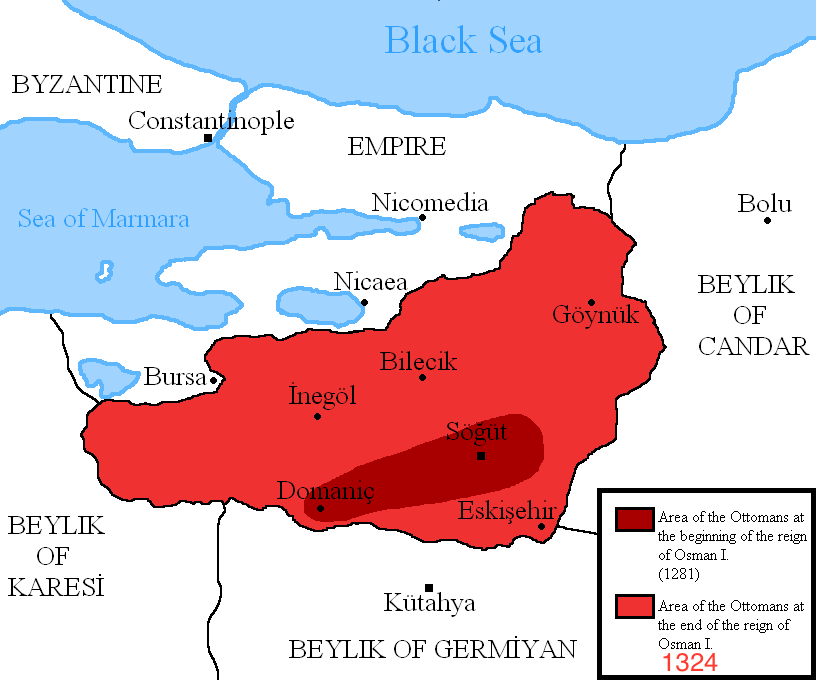
奥斯曼一世統治時期的疆域

據學者史丹佛·肖爾的考證，隨著魯姆蘇丹國衰弱與分崩離析，奥斯曼也趁著安納托利亞地區陷入各方勢力割據的機會，趁勢佔領埃斯基謝希爾與卡拉賈希薩爾（Karacahisar）兩座堡壘。不久後，奥斯曼攻下人口稠密的城鎮耶尼謝希爾，並將都城遷移至新占領的耶尼謝希爾。
1302年，當奥斯曼在尼西亞（現稱伊兹尼克）一帶擊潰拜占庭的部隊後，他的力量開始威脅到拜占庭帝國位於安那托利亞領土的安全。
隨著奥斯曼的勢力越來越強大，拜占庭人紛紛逃離原本居住的安納托利亞村莊。雖然拜占庭的領主們試圖遏制鄂圖曼人的擴張，但他們所做的微弱抵抗最終仍無法逃離遭到併吞的命運。在接下來的日子裡，奥斯曼一世主要朝兩個方向擴展他的勢力範圍，其一是向北沿著萨卡里亚河併吞沿途的村莊與土地，另一目標則是往西南方馬摩拉海的海岸線推進，1308年，奥斯曼的軍隊還參與了艾登侯國征服以弗所的戰役，以弗所是拜占庭帝國在爱琴海東部沿岸所掌握的最後一個根據地，該城淪陷後拜占庭在亞洲地區的勢力更加衰弱。
奥斯曼生涯的最後一場戰役，是在1317年展開攻打重鎮布尔萨的軍事行動，經過嚴酷而漫長的圍城，拜占庭人在1326年放棄抵抗，宣布投降。雖然奥斯曼因為身染重病而沒有親身參與這次的戰鬥，但對於鄂圖曼帝國來說，成功征服布爾薩對帝國的影響深遠，因為這座城市不僅是拜占庭帝國在安那托利亞地區的重要據點，除此之外，奥斯曼的兒子奥尔汗一世在攻下這座城市後，更決定將帝國的首都遷移到布爾薩，並將他已逝的父親奥斯曼隆重地安葬於布爾薩城中的清真寺內。

## 奥斯曼之劍
奥斯曼之劍是在鄂圖曼帝國歷任蘇丹於加冕儀式中所需使用的一把重要的國家之劍 。授劍的傳統源自奥斯曼的岳父謝赫·艾德巴利幫他佩帶上這把伊斯蘭之劍後，往後的蘇丹皆延續這項授劍的即位儀式。佩戴奥斯曼之劍是極為重要的登基典禮，大多於新任蘇丹繼承皇位的兩週內舉行。新蘇丹首先會從首都伊斯坦堡的托普卡匹皇宮出發，並經由水路橫越金角湾抵達艾郁普蘇丹清真寺舉行加冕儀式。奥斯曼之劍也是蘇丹的信物，這把劍象徵著：新任的鄂圖曼帝国蘇丹亦是一名手持戰劍的戰士。奥斯曼之劍在登基典禮中由一名來自梅夫拉維教團的托缽僧 - 科尼亞的谢里夫（Sharif of Konya）負責佩戴在新蘇丹的身上，科尼亞的蘇菲派教徒保有這項幫新任蘇丹授劍的特權直至鄂圖曼帝国滅亡。

## 家庭

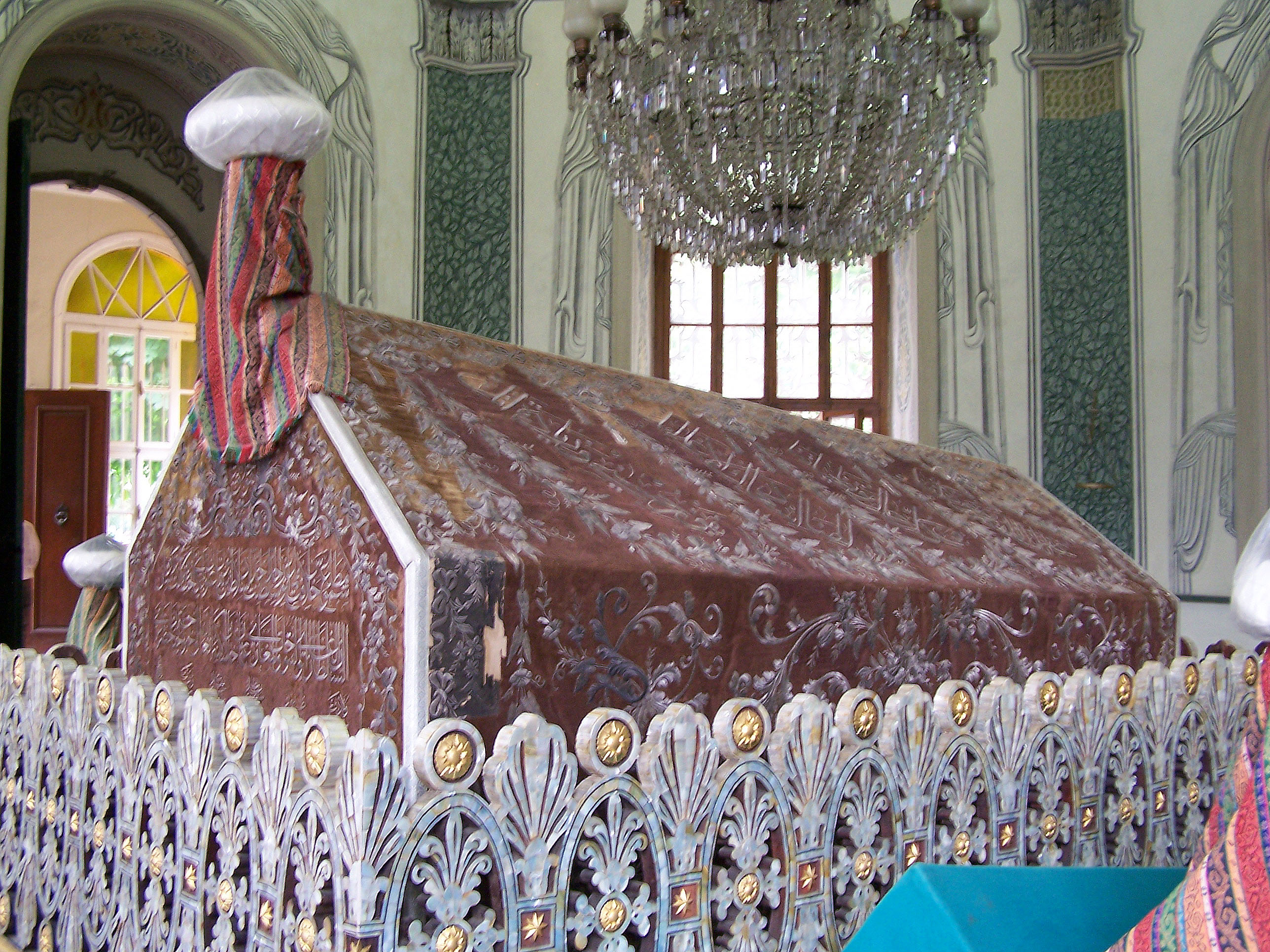
奥斯曼加齊之墓

由於記錄奥斯曼生平的史料極為缺乏，導致現今對奥斯曼的家庭關係所知甚少。十五世紀時，部分鄂圖曼帝國的作家聲稱鄂圖曼家族是來自烏古斯人卡耶部落的後裔，這項說法後來成為鄂圖曼官方認可的鄂圖曼王室族譜，並廣受土耳其民族主義者與歷史學家穆罕默德·福阿德·科普魯律的支持。然而，現存最早的鄂圖曼家譜中被未出現可追溯至卡耶部族的相關記載。因此，許多研究鄂圖曼帝國歷史的學者皆認為鄂圖曼家族來自卡耶部落的說法是日後所捏造的族譜，目的是為了鞏固鄂圖曼皇室的正統性，讓鄂圖曼王朝統治者得以宣稱比其他同位於安納托利亞的突厥競爭對手擁有更高貴的血統。
由於鄂圖曼帝國早年的歷史資料往往有多種不同說法，讓歷史學界很難從鄂圖曼人傳述的奥斯曼一世諸多事績中，區分出哪些是史實而那些部分則僅是神話傳說。根據其中一則軼聞，奥斯曼有一位名叫敦達爾的叔叔，奥斯曼曾在早年擔任首領時與他的叔叔發生過爭吵。当时奥斯曼希望攻打信仰基督教的比萊吉克當地領主，但是敦達爾卻反對姪子的決定，敦達爾認為他們已有夠多的敵人需要應付，不必再另外與基督徒結仇。奥斯曼將敦達爾的異議視為對自己首領權威的挑戰，因此用弓箭射殺了自己的叔叔。這場事件並未被記錄於日後眾多的鄂圖曼史書中，假如這則故事為真，意味著奥斯曼殺害他叔叔的事情可能被刻意地掩蓋，以避免鄂圖曼帝國的創始者背負謀殺家庭成員的污名。這則故事也可能象徵著鄂圖曼人與他們基督徒鄰居關係產生重大變化，鄂圖曼人從過往與基督徒和平相處的政策，開始轉為更加積極的征服與佔領手段。

### 配偶
- 玛尔可敦－奧馬爾·阿卜杜勒-阿齊茲貝伊（Ömer Abdülaziz Bey）之女
- 拉比雅·芭拉可敦（英语：Rabia Bala Hatun）－謝赫·艾德巴利之女[30]

### 兒子
- 阿拉丁帕夏－拉比雅·芭拉可敦所生，約於1331年逝世
- 奥尔汗一世－瑪爾可敦所生[31]
- 喬班貝伊（Çoban Bey）[32]，安葬在瑟於特[33]
- 梅利克貝伊（Melik Bey）[32]，安葬在瑟於特[33]
- 哈米德貝伊（Hamid Bey）[32]，安葬在瑟於特[33]
- 帕扎魯貝伊（Pazarlu Bey）[32]，安葬在瑟於特[33]

### 女兒
- 法蒂瑪（Fatma）[32]

## 圖集

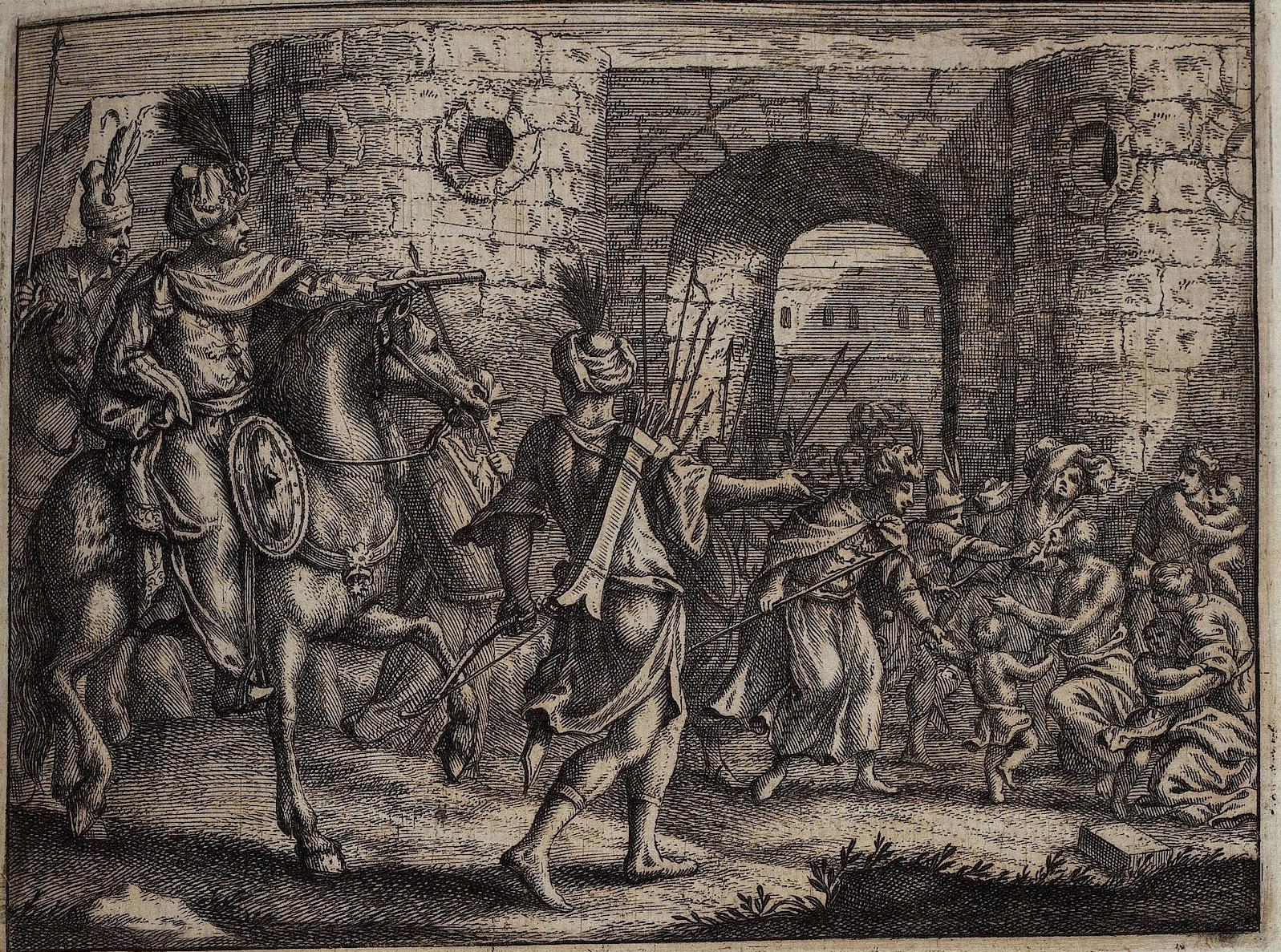
奥斯曼加齊攻佔拜占庭人的堡壘
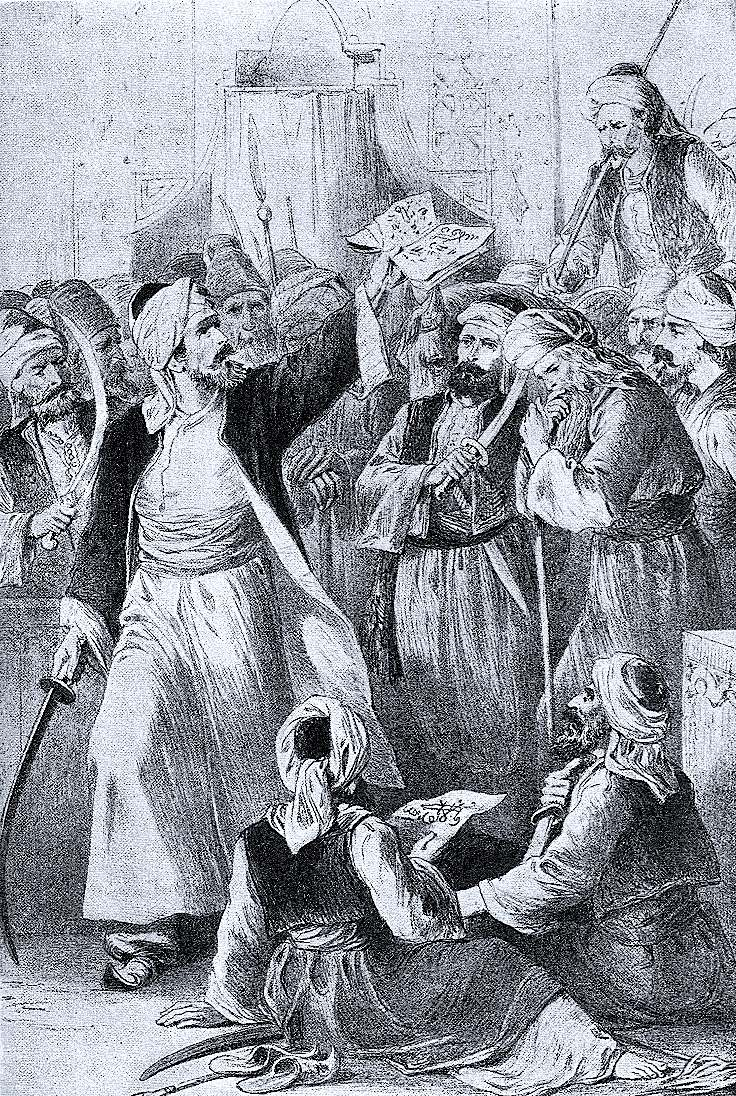
奥斯曼號召加齊戰士們投入戰鬥
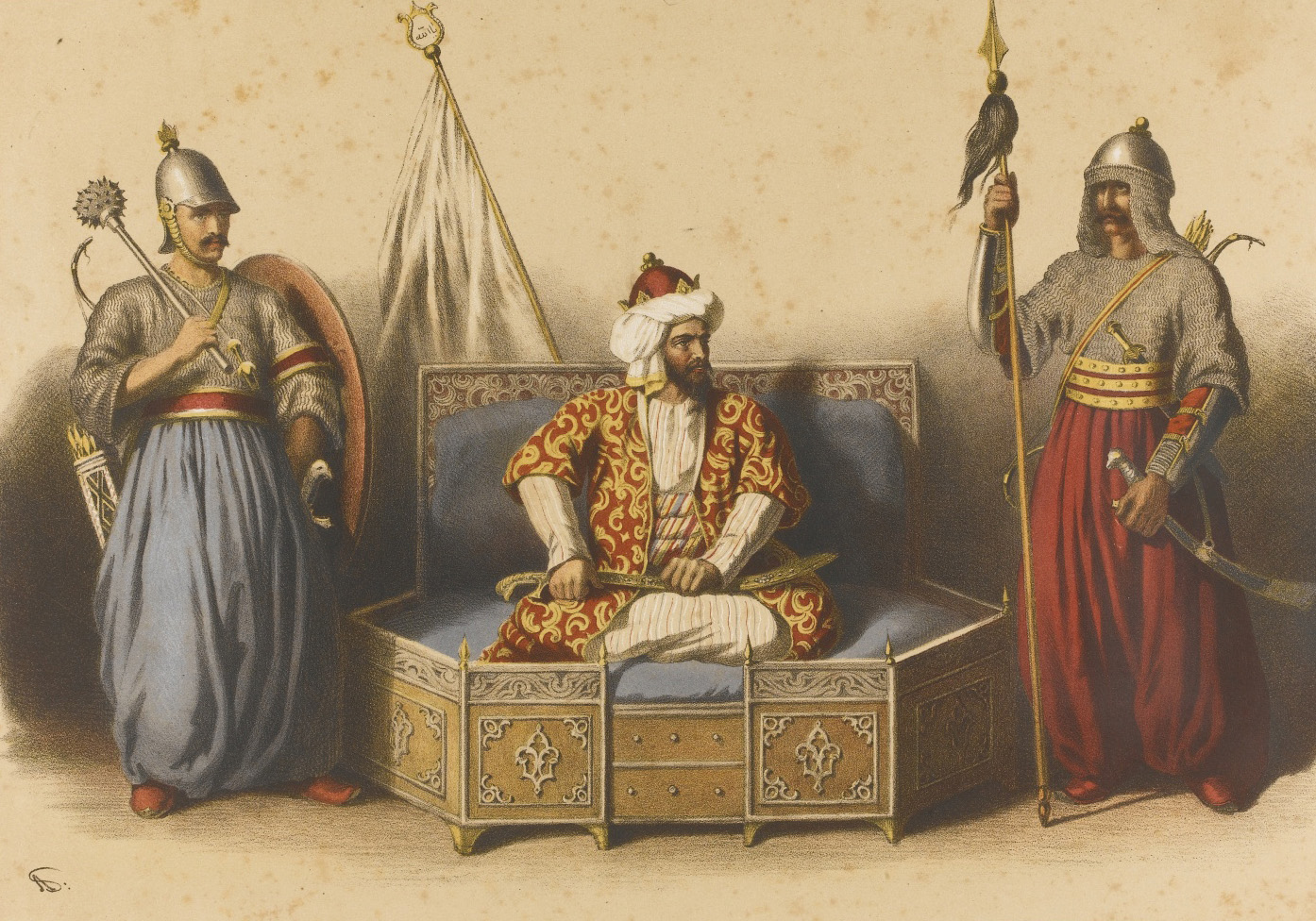
奥斯曼貝伊，繪於十九世紀
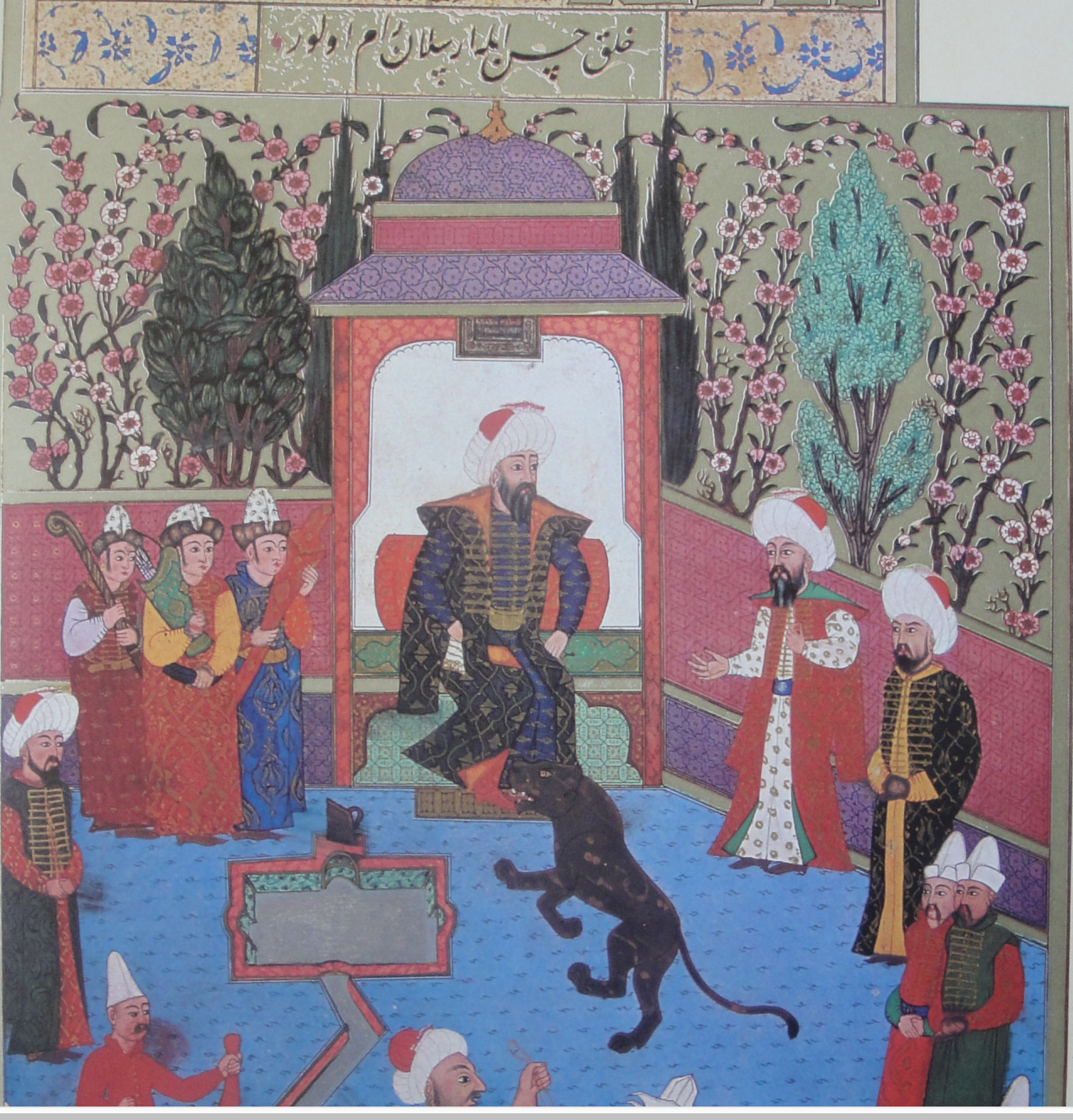
奥斯曼加齊
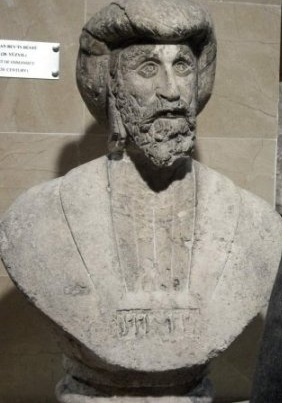
製於十八世紀時的奥斯曼雕像